# The Ward
The Ward is een Amerikaanse thriller uit 2010 onder regie van John Carpenter.

## Verhaal
Kristen komt in 1966 terecht in een psychiatrische instelling, nadat ze een huis heeft platgebrand. Dokter Stringer wil haar genezen, maar zij weigert mee te werken. Samen met enkele andere patiënten probeert ze uit het gesticht te ontsnappen. Ze leert bovendien dat haar afdeling een vreselijk geheim verborgen houdt.

## Rolverdeling
- Amber Heard: Kristen
- Mamie Gummer: Emily
- Danielle Panabaker: Sarah
- Laura-Leigh: Zoey
- Lyndsy Fonseca: Iris
- Mika Boorem: Alice Hudson
  - Sydney Sweeney: Jonge Alice
- Jared Harris: Dokter Stringer
- Sali Sayler: Tammy
- Susanna Burney: Zuster Lundt
- D.R. Anderson: Broeder Roy
- Sean Cook: Jimmy
- Jillian Kramer: Geest Alice
- Mark Chamberlin: Mijnheer Hudson
- Andrea Petty: Mevrouw Hudson
- Tracy Schornick: Agent #1